# チャイナート県

チャイナート県
จังหวัดชัยนาท

- この項目は英語版を元に作成されています。

チャイナート県（チャイナートけん、タイ語: จังหวัดชัยนาท）はタイ王国・中部の県（チャンワット）の一つである。ナコーンサワン県、シンブリー県, スパンブリー県、ウタイターニー県と接する。

## 歴史
元々、県の中心はサンカブリー郡にあったが、ラーマ4世（モンクット）によって現在のムアンチャイナート郡に移転された。
チャイナートはビルマがアユタヤに進軍してくるルートの途中にあり、ビルマに対する防衛の要所であり、軍隊の基地が置かれていた。チャイナートではすべての戦が勝利を収めたためチャイナートすなわち「勝利の地」と呼ばれるようになった。

## 地理
チャイナート県はチャオプラヤー川を中心に広がっている。県内のチャオプラヤー川の中流にはチャイナート・ダムがある。ダムは大チャオプラヤー計画の一環として1975年建てられた。

## 県章
中心には法輪が、後ろには山と川がデザインされている。
県木はベルノキ（Aegle marmelos）、県花はウマセンナ（Cassia javanica）。

## 行政区
チャイナート県は8の郡（アムプー）に分かれ、その下位に53の町（タムボン）と、503の村（ムーバーン）がある。
| チャイナート県の郡 | 1. ムアンチャイナート郡 2. マノーロム郡 3. ワットシン郡 4. サッパヤー郡 5. サンカブリー郡 6. ハンカー郡 7. ノーンマモーン郡 8. ヌーンカーム郡 |